# Sònia (nom)
Sònia és un prenom femení donat en diverses àrees del món incloent Occident, Rússia, Iran i Àsia meridional. Sonia i els seus variants Sonja i Sonya deriven de l'hipocorístic Sonya, una abreviatura de Sofiya (del grec Sophia "Saviesa").
El nom es va popularitzar el món angloparlant pels personatges de les novel·les Crim i càstig de Fiódor Dostoievski (1866, traduïda a l'anglès el 1885) i Guerra i pau de Lev Tolstoi (1869, traducció a l'anglès en 1886), i més endavant per la novel·la molt venuda de 1917 Sonia: Between Two Worlds, de Stephen McKenna.